# 汪金祥

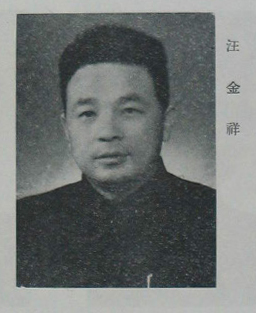
汪金祥近照

汪金祥（1907年3月16日—1983年1月16日），江西弋阳人，中华人民共和国政治人物。

## 生平
出身贫农。只上过一年私塾。1928年参加革命，参加了方志敏领导的弋阳暴动。1928年11月入党。任弋阳县政府主席团成员、弋阳县苏维埃政府土地部部长、军事部部长，县苏维埃政府主席，中共赣东北省委执行委员、赣东北省苏维埃政府执行委员、肃反委员会主席，1931年，担任中共赣东北省委执行委员，1932年任赣东北省苏维埃政府第一副主席兼省政治保卫局局长。后任闽浙赣省委组织部长。1933年10月，受方志敏委托，王金祥作为中华苏维埃第二次全国代表大会闽浙赣省代表团副团长，率代表团赴瑞金参加大会。在会上，当选中华苏维埃共和国第二届中央执行委员会委员。由于中央苏区连接闽浙赣根据地的交通被敌封锁隔断，汪金祥留在中央苏区，任福建省政府副主席兼省政治保卫局局长、1934年8月接替钱壮飞任中华苏维埃共和国国家政治保卫局侦察部部长、中央红军长征后任苏区中央分局委员兼政治保卫局局长留守苏区坚持游击战争，1935年2月就在中央苏区即将被敌人攻破之际，留守苏区的部队分九路突围，开展游击战争。汪金祥率其中一路突围到赣南，在寻乌、蕉岭县、平远一带山区坚持游击斗争将近一年，到1936年初，由于下山叛变、离队脱离革命、受伤、患病、牺牲，以及失去联系，最后这支部队只剩下他一个人，辗转广东各地，从海路到上海，再经芜申运河到了芜湖一边寻找党组织，一边准备伺机返回赣东北。
1937年抗战爆发，汪金祥通过八路军驻南京办事处找到组织后1937年11月中旬赴延安。入中共中央党校第13班学习，后到中共中央特别工作委员会第1期培训班学习。1938年培训班结束后，任延安西北旅社（中共中央第三招待所）经理。1939年冬天调任中央社会部二部副主任，1940年5月接任二部主任。后改任中央社会部办公处主任。1943年任中央社会部二室主任。中共七大代表。中共七大闭幕后，和邵式平、叶长庚等约180名干部组成南下干部队，从延安出发奔赴新四军苏浙军区，预定计划是打回皖浙赣开辟根据地。途径太行区桐峪镇休整时，八路军野政保卫部长杨奇清转达中央指示：“星夜兼程、一个不留、限二十天赶到山海关。”干部队从九门口出关，在前所站乘火车赶到沈阳西郊马三家子。11月7日入城到和平区三经路的东北局报道，被分配任东北局社会部第一部长兼沈阳市委锄奸委员会主任，带一批干部到沈阳市公安总局坐镇。东北局社会部第二部长邹大鹏筹建社会部机关，积极开展东北全境对敌斗争。111月下旬社会部机关组建完成。1945年11月兼任中共辽宁省工委委员，在本溪粉碎了在本溪的日本反动分子组织的“血樱团”暴乱阴谋。
1946年兼任东北民主联军政治部保卫部部长。1946年4-5月兼任长春市公安总局局长。1946年9月在哈尔滨成立了东北公安总处任处长，起草了《东北各级公安机关组织暂行条例》。1949年1月东北公安总处改称东北公安部任部长。
1949年任中共中央东北局委员。1950年任东北人民政府公安部部长、东北人民政府委员兼东北人民检察署署长。1951年兼任东北军区公安部队司令员兼政委、东北行政委员会副主席兼东北政法委员会主任。
1954年撤销各大区，调任中华人民共和国公安部副部长，分管经济保卫、交通保卫（铁道部公安局、交通部公安局、民航局公安局）和人民防空等工作。文化大革命期间受迫害。1976年重任公安部副部长。